# بروک آدامز
بروک آدامز (انگلیسی: Brooke Tessmacher؛ زادهٔ ۴ دسامبر ۱۹۸۴) مدل (شخص)، و کشتی‌گیر کشتی حرفه‌ای اهل ایالات متحده آمریکا است.